# Antonio Checa Godoy
Antonio Checa Godoy   (Jaén, 1946) és un historiador i periodista espanyol, professor a la Universitat de Sevilla.

## Biografia
Professor en la Universitat de Sevilla, on va ser degà de la Facultat de Comunicació des de 2010 fins 2014, any en què fou substituït per María del Mar Ramírez. S'ha especialitzat en l'estudi de la premsa espanyola i iberoamericana i la Transició a Andalusia, i ha estat descrit com «un dels més prolífics investigadors espanyols sobre història de la comunicació».
Abans de dedicar-se a la docència en la universitat, va treballar com a periodista en diferents mitjans; dirigint publicacions com El Adelanto, Huelva Información, Diario de Granada, Andalucía Actualidad o Andalucía Económica, entre d'altres.

## Obra
Ha publicat obres com Las elecciones de 1977 en Andalucía (1978), Historia de la prensa jiennense, 1808-1983 (1986), Prensa y partidos políticos durante la II República (1989), Historia de la prensa andaluza (1991), Historia de la prensa en Iberoamérica (1993), La radio en Andalucía durante la Guerra Civil y otros ensayos (1999), Historia de la radio en Andalucía (1917-1978) (2000), La radio en Sevilla: (1924-2000) (2000), Historia de la prensa pedagógica en España (2002), Fuentes sobre radio: Un siglo de bibliografía internacional (2003), Las rutas de la publicidad en Andalucía (2005), El ejercicio de la libertad. La prensa española en el Sexenio revolucionario (1868-1874) (2006), Historia de la publicidad (2007), Las coproducciones hispano-italianas: una panorámica (2007), Historia de la comunicación: De la crónica a la disciplina científica (2008), La prensa española durante la Guerra de la Independencia (2009), Historia de la prensa en Córdoba, 1790-2010 (2011), Historia de la comunicación (2014) o El cartel, dos siglos de publicidad y propaganda (2014), entre otras.